# Cantó de Solothurn
Solothurn (francès: Soleure; italià: Soletta; romanx: Soloturn) és un cantó de Suïssa.